# Galleria d'arte di Aberdeen

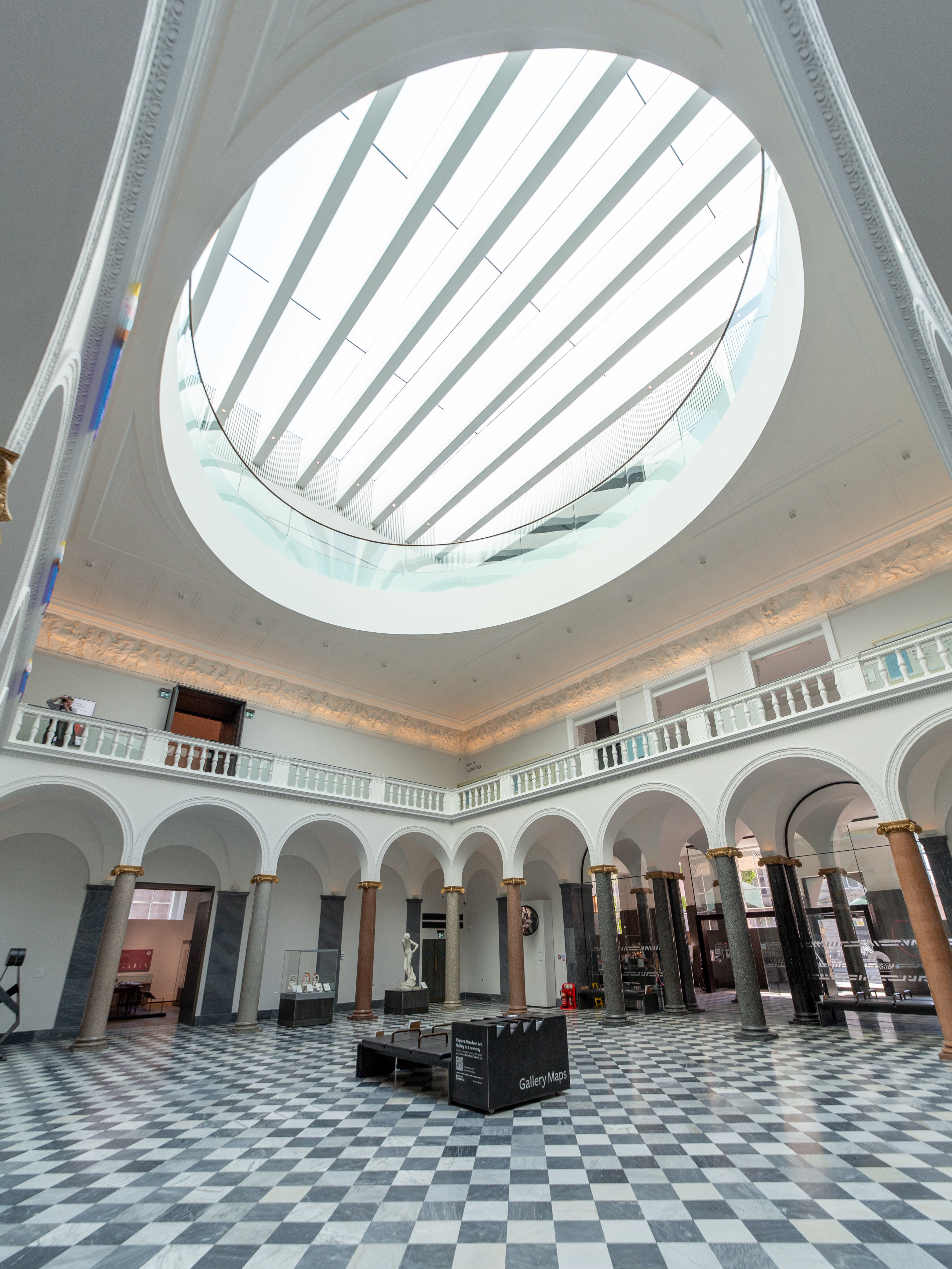
Atrio.

La Galleria d'arte di Aberdeen (in inglese Aberdeen Art Gallery) è il principale spazio espositivo per le arti visive della città di Aberdeen, in Scozia. Fu fondata nel 1884 in un edificio progettato da Alexander Marshall Mackenzie. Nel 1900, ricevette la collezione d'arte di Alexander MacDonald, un commerciante di granito locale. La galleria è nota per la sua collezione di arte moderna scozzese e internazionale, tra cui opere di Ken Currie, Gilbert e George, Ivor Abrahams, Bridget Riley e Bruce McLean.

## Storia
Su progetto di Alexander Marshall Mackenzie e James Matthews, la costruzione iniziò nel 1883 e la galleria venne aperta nel 1885. Vennero eseguiti ulteriori lavori nel 1901 e nel 1905, inclusa l'aggiunta di un cortile per le sculture. Nell'aprile 2020, la galleria ha reso disponibili 50 opere d'arte digitalmente tramite l'app Smartify e, nell'ottobre 2020, è stata nominata uno dei cinque vincitori del premio Artfund Museum of the Year.

## Collezione
La collezione copre oltre 700 anni e include opere di artisti come Monet e Renoir, ovvero artisti più moderni come John Bulloch Souter, Ian Hamilton Finlay e James McBey. Sono inoltre conservati reperti archeologici romani ed egizi.
La collezione permanente comprende opere del XVIII secolo di Henry Raeburn, William Hogarth, Allan Ramsay e Joshua Reynolds e opere del XX secolo di Paul Nash e Francis Bacon, i post-impressionisti e le coloriste scozzesi, nonché le arti applicate e l'artigianato. Al piano superiore vengono conservate opere preraffaellite tra cui opere del pittore Aberdeen William Dyce (1806-64).

## Architettura
La galleria si trova nel centro della città. Dietro la grandiosa facciata si apre uno spazio espositivo caratterizzato dall'abbondanza di marmi. Al pianterreno è presente una grande sala circolare bianca completamente vuota con balaustre a squama di pesce che ricordano l'origine marittima delle fortune di Aberdeen. La sala commemora le 165 persone che persero la vita nel tragico incidente verificatosi nel 1998 all'impianto petrolifero Piper Alpha.